# Pierre Dosséna
Pierre Dosséna est un footballeur et entraîneur français né le 28 juin 1922 à Montpellier et mort le 1er juin 1995 à Lattes. Il évoluait au poste de milieu de terrain et effectue toute sa carrière au SO Montpellier (SOM) par amour du maillot malgré de nombreuses offres d'autres clubs. Dès l'âge de 11 ans, il joue au football avec les minimes du SO Montpellier. Il gravit tous les échelons avec son club, et devient champion du Languedoc juniors. Il arrive à la finale du championnat du Sud-Est juniors en 1939. Trop jeune pour être mobilisé, il continue à pratiquer en 1939 et 1940 et participe au concours du jeune footballeur. Il se classe premier du Languedoc et sixième de la région Sud. Puis, en 1940-1941, il fait ses débuts en professionnel. Il dispute son premier match contre l'Olympique de Marseille (2-2) et le second contre Toulouse (2-1), où il s'impose en inscrivant quatre buts. Gravissant les échelons un à un, il s'impose comme l'un des meilleurs joueurs du club. Sélectionné de l'Hérault et deux fois du Languedoc, il est retenu dans l'équipe des Jeunes de France qui rencontre l'équipe de France le 18 février 1943, à Paris. Trois semaines après il est déporté et victime du travail obligatoire pour l'Allemagne dans le cadre du STO à Nuremberg. Dès son arrivée, il fait les beaux jours de l'équipe du Midi Club, lui permettant de gagner le titre de champion de la région Franken (Franconie). Sélectionné comme intérieur gauche en équipe régionale, il est l'un des artisans de la victoire de Nuremberg sur Wurzbourg, le 5 décembre 1943. Joueur correct, consciencieux et modeste, les observateurs disent de lui qu'il sera l'un des meilleurs intérieurs français d'après-guerre. Ce sera le cas pour le plus grand bonheur du SO Montpellier qu'il ne quittera plus. Cependant, il fait partie de ses joueurs dont la carrière a été gâchée et amputée par le second conflit mondial que ce soit en club ou en équipe de France. Si des informations sur Pierre Dosséna ont pu être collectées jusqu'en 1944, il est plus difficile de tracer sa carrière à partir de cette date et lors de la période d'après-guerre, les archives de la presse n'étant pas disponibles en accès libre après 1944-1945.
Il est le beau-frère de Jean Laune, joueur professionnel au SO Montpellier lui aussi et international français. Les deux hommes joueront ensemble de 1940 à 1942 et lors de la saison 1947-1948.

## Carrière
Entre 1939 et 1953, il joue au Stade Olympique Montpelliérain (SOM), aujourd'hui Montpellier Hérault Sport Club (MHSC).
Le 25 septembre 1941, alors que Jean Laune, son beau-frère est le capitaine du SO Montpellier, le journaliste du quotidien L'Auto déclare : "Les dirigeants du club, avec, à leur tête, le professeur Coll de Carrera, et le président de la section football [Le club a fusionné en juin pour donner l'Union des Sports Olympiques Montpelliérains (USOM)], M. Jeanjean, ont décidé de donner à plusieurs jeunes à la valeur naissante leurs chances d'accéder aux tout premiers rôles. C'est ainsi que les postes d'ailiers seront tenus par Dosséna et Favre, issus des juniors du club, tous deux pleins de qualités et auxquels il ne manque que l'habitude des grandes rencontres pour se hisser au niveau des meilleurs."
Le 4 décembre 1942, dans le journal L'Auto, M. Jeanjean, président du club déclare : « Nos Azéma, Dosséna, Laborde, Favre, Alpinet, s'épanouissent, se forment, et leur progression vers le mieux va à pas de géants. Vous entendrez parler d'eux d'ici peu, j'en suis sûr. Dans deux ou trois ans le SO Montpellier aura une très grande équipe. Favre et Alpinet n'ont que 18 ans, Azéma, 22 ans, sera un pivot de classe, Dosséna, 21 ans, et Laborde, 21 ans feront des attaquants de qualité et d'autres s'ajouteront à eux et pourront remonter le niveau du football chez nous ».
Le 18 février 1943, avec vingt-deux footballeurs, dits Jeunes de France, il se produit au Parc des Princes, avec l'espoir d'être retenu par le sélectionneur fédéral pour jouer le dimanche, sur le même terrain, contre la formation nationale des chevronnés, c'est-à-dire des joueurs classés qui, tous, ont dépassé l'âge de 24 ans, fixé comme limite maximum des jeunes. La veille, le 17 février 1943, Lucien Gamblin, journaliste au journal L'Auto, ancêtre du quotidien sportif L'Équipe, écrit un article à ce sujet et s'interroge : « Pouvons-nous à l'avance former l'équipe définitive des jeunes, en se basant sur leur qualité propre et la forme qu'ils ont exposé au cours de leurs derniers matches ? Certainement, en nous appuyant, pour apprécier les chances des joueurs de zone sud, sur le jugement de nos correspondants dans cette zone ». Il évoque alors un choix difficile des intérieurs mais Pierre Dosséna fait bien partie des favoris : « Nous ne serions pas surpris que les intérieurs du Sud, Dosséna (Montpellier) et Tamini (Lyon) l'emportent individuellement sur ceux du Nord, Batteux (Reims) et Waast (RC France). Mais la méthode pratiquée par les deux équipes va influencer la prestation des quatre jeunes avants. Les joueurs du Nord connaissent mieux les exigences du travail et, avec Braun derrière eux, ils ne seront pas dépaysés. Pourtant on a dit tant de bien de Dosséna et de Tamini que nous attendons beaucoup d'eux. Et, en définitive, nous optons pour eux, à moins que Waast se trouve dans un jour faste et prime le Lyonnais Tamini ». Lucien Gamblin parie alors sur la composition suivante : De Montmarin - Besse - Frey - Ben Ali - Braun - Pons ou Belver - Rolland - Dosséna - Baratte - Tamini - Pironti.
Dans la même édition du journal L'Auto, le 17 février 1943, le correspondant particulier Jacques de Ryswick écrit l'article suivant : L'Auto présente les six Languedociens de l'équipe des Jeunes du Sud qui joueront, demain, au Parc des Princes : Dufourd (Sète), Boissier (Nîmes), Azéma (Montpellier), Dosséna (Montpellier), Pons (Alès) et Rouvière (Alès). « Le Languedoc ne compte plus les joueurs de valeur qu'il a donnés au football français. Au même titre que l'Île-de-France, les Flandres ou la Normandie, cette région demeure parmi nos meilleurs centres producteurs, rédige-t-il. Et c'est si vrai qu'au moment de constituer la sélection des meilleurs jeunes joueurs de cette zone, qui groupe sept comités, on a fait appel à six éléments languedociens. Ces joueurs sont le Sétois Dufourd, le Nîmois Boissier, les Montpelliérains Azéma et Dosséna, les Alésiens Pons et Rouvière ». Le correspondant Jacques de Ryswick dépeint le portrait de Pierre Dosséna qu'il décrit comme « Un garçon doué. L'intérieur droit (ou gauche) Pierre Dosséna est lui aussi Montpelliérain. Boucher dans la vie civile, il termine pour l'instant un stage au camp de jeunesse. Ce garçon brun, un peu voûté, chez lequel Chayriguès retrouve des faux airs de l'Écossais Gallacher, est étonnamment doué pour le football. Mais les gens doués ne sont pas toujours égaux à eux-mêmes : il en est ainsi de Dosséna. S'il travaillait sa condition physique, son souffle, Dosséna deviendrait un très bel et complet intérieur. Il peut, à Paris, faire entrevoir cette promesse ». À cette occasion, Pierre Dosséna découvre le métro pour la première fois avec certains camarades joueurs et interrogé par René Cotteaux dans L'Auto du 18 février 1943 sur son sentiment, il livre : Je suis terriblement ému. Pensez donc, ma première sélection et pour cette première : Paris ! Avouez qu'il y a de quoi vous troubler !.
Finalement, l'équipe des Jeunes du Sud est battue 4 buts à 2 par celle du Nord au terme d'un match de médiocre qualité où les jeunes joueurs n'ont pas su gérer l'événement. Pierre Dosséna ne parvient pas à s'imposer et il est remplacé à la mi-temps du match, ne pouvant montrer tout ce qu'il souhaitait. De ce fait, il n'est pas retenu dans l'équipe des jeunes composée par le sélectionneur Gaston Barreau, pour affronter l'équipe de France des "Chevronnés" dans laquelle jouera son beau-frère Jean Laune. Il manque donc de l'affronter et déclare à l'issue de son match : "Que voulez-vous faire en 45 minutes ! On n'a pas le temps de s'imposer." Tandis que Vaast dans l'équipe adverse affirme : « Dosséna s'est beaucoup dépensé. Il possède un très bon shot », dans L'Auto du 19 février 1943.
Trois semaines après cette rencontre, il est déporté en Allemagne à Nuremberg dans le cadre du STO. À cette occasion, M. Destre rédige un portrait de lui dans L'Auto du 19 juillet 1944 s'intitulant « Pierre Dosséna, réel espoir du football français » : « Pierre Dosséna est né le 28 juin 1922, à Montpellier, ville où il devait rester jusqu'à son départ pour l'Allemagne. Dès l'âge de 11 ans il jouait au football avec les minimes du SO Montpellier. Il gravit tous les échelons avec son club, et devint champion du Languedoc juniors. Il arriva à la finale du Championnat du Sud-Est juniors en 1939. Trop jeune pour être mobilisé, il continua à pratiquer en 1939 et 1940 et participa au concours du jeune footballeur. Il se classa premier du Languedoc et sixième de la région Sud. Puis, en 1940-1941, il fait ses débuts de pro. Il dispute son premier match contre l'Olympique de Marseille et le second contre Toulouse, où il s'impose en inscrivant 4 buts. Gravissant les échelons un à un, il s'impose comme l'un des meilleurs joueurs du club. Sélectionné de l'Hérault et deux fois du Languedoc, Dosséna est retenu dans l'équipe des Jeunes de France qui rencontre l'équipe de France le 18 février 1943, à Paris. Trois semaines après il part pour l'Allemagne. Depuis son arrivée, il fait les beaux jours de l'équipe du Midi Club, lui permettant de gagner le titre de champion de la région Franken. Sélectionné comme intérieur gauche en équipe régionale, il fut l'un des artisans de la victoire de Nuremberg sur Wurzbourg, le 5 décembre 1943. Joueur correct, consciencieux et modeste, il est appelé à être un des meilleurs intérieurs français d'après-guerre ».

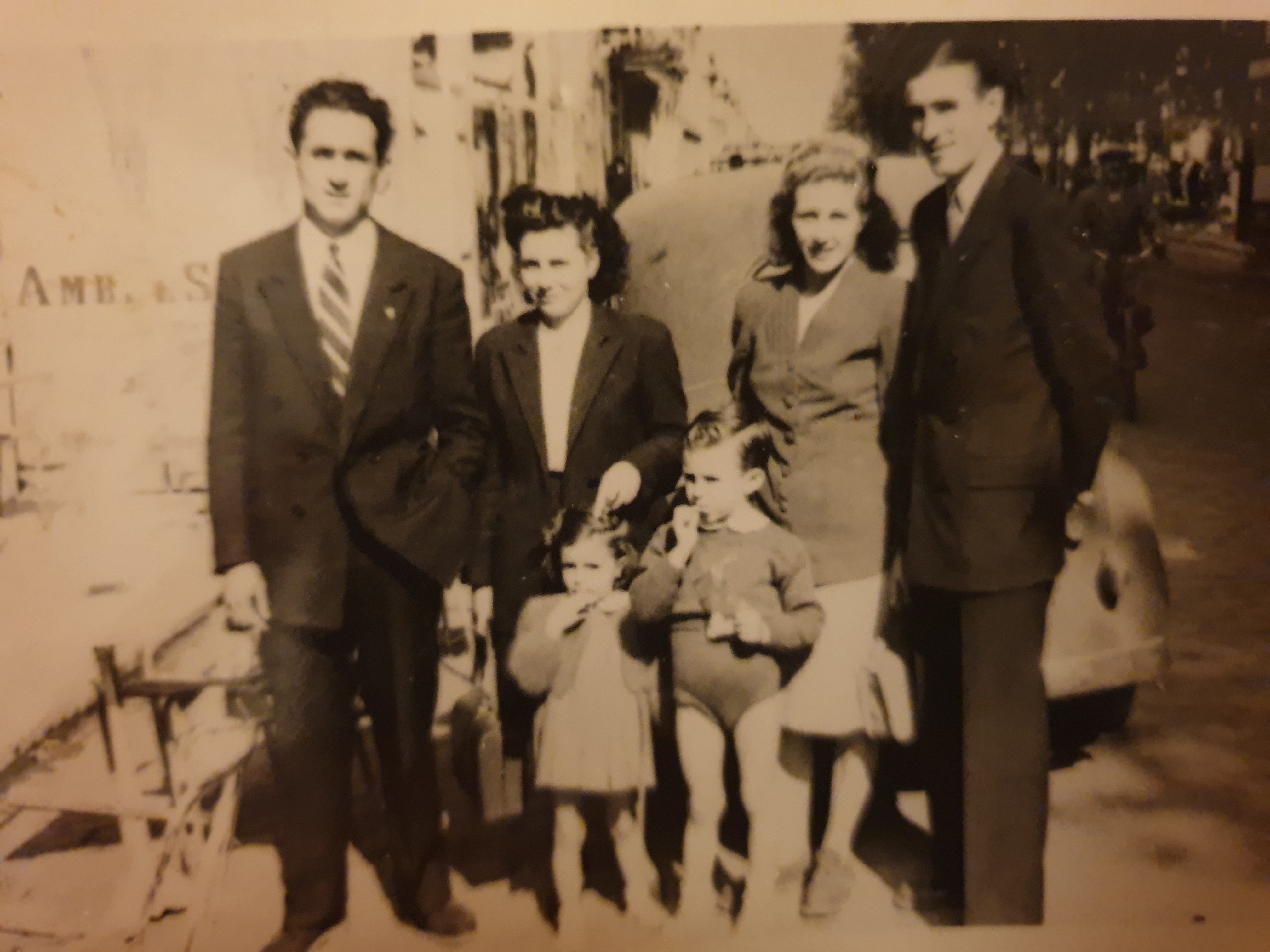
Jean Laune et Pierre Dosséna avec leurs épouses en famille.

En 1947-1948, il est meilleur buteur du club montpelliérain avec 13 buts inscrits.
Pour la saison 1948-1949, il joue 25 matchs avec le SO Montpellier. Il joue le même nombre de matchs en 1952-1953. 
Il joue 50 matchs en Division 1 et marque 13 buts sur ces deux saisons là (1949 et 1953). 
Il a également une carrière d'entraîneur en entraînant l'US Annemasse ou encore l'US Graissessac.
Il décède le 1er juin 1995 et le quotidien régional Midi Libre écrit à son sujet : "Ancien joueur du SOM, club où il évolua pendant près de 15 ans, Pierre Dosséna a récemment disparu. Fidèle au club Montpelliérain par amour du maillot, en dépit de nombreuses offres ici et là, Pierre Dosséna avait par la suite entraîné l'équipe de Graissessac. À sa famille, Midi Libre adresse ses plus sincères condoléances." 